# Питър Фолк
Питър Майкъл Фолк (на английски: Peter Falk) е американски актьор.

## Биография
Роден е на 16 септември 1927 г. в Ню Йорк. Най-известен е с ролята си на лейтенант Коломбо в дългогодишния телевизионен сериал „Коломбо“. Появява се в редица филмови и телевизионни роли, като е номиниран два пъти за наградата Оскар, печели пет награди Еми (1962, 1972, 1975, 1976, 1990 г.) и един Златен глобус (1973 г.). Той е първият актьор, номиниран за награда Оскар и награда Еми в една и съща година. По-късно се появява и в други филми.
Питър Фолк умира на 23 юни 2011 г. на 83-годишна възраст. 

## Избрана филмография
| Година | Филм               | Оригинално заглавие    | Роля           | Режисьор    |
| ------ | ------------------ | ---------------------- | -------------- | ----------- |
| 1987   | Криле на желанието | Der Himmel über Berlin | Питър Фолк     | Вим Вендерс |
| 1987   | Принцесата булка   | The Princess Bride     | Дядо/Разказвач | Роб Райнър  |
| 2002   | Фаворитът          | Undisputed             | Менди Рипстийн | Уолтър Хил  |

### Телевизия
| Година      | Филм    | Оригинално заглавие | Роля              | Бележки    |
| ----------- | ------- | ------------------- | ----------------- | ---------- |
| 1968 – 2003 | Коломбо | Columbo             | Лейтенант Коломбо | 69 епизода |